# هیدن بلکمن
هیدن بلکمن (انگلیسی: Haden Blackman) طراح بازی ویدئویی و نویسنده آمریکایی است. وی از سال ۱۹۹۹ میلادی تاکنون مشغول فعالیت بوده‌است.

## اوایل زندگی
بلکمن در سیل بیچ بزرگ شد. او در کودکی در سفرهای جاده‌ای طولانی کتاب‌های کمیک می‌خواند و همین باعث شد که به موجودات خیالی علاقه پیدا کند.